# بی‌ان‌اس مدهوماتی
بی‌ان‌اس مدهوماتی (به انگلیسی: BNS Madhumati) یک کشتی است که طول آن 60.8m می‌باشد. این کشتی در سال ۱۹۹۷ ساخته شد.